# Frankie Trumbauer
Frankie (Tram) Trumbauer (Carbondale (Illinois), 30 mei 1901 – Kansas City (Missouri), 11 juni 1956) was een Amerikaanse jazzsaxofoonspeler en als zodanig een van de belangrijkste spelers van dit instrument in de jaren twintig en dertig. Hij was een van de bekendste bespelers van de nu vrij zeldzame C-melody-saxofoon, een instrument tussen de alt- en de tenorsaxofoon. Ook bespeelde hij de altsax. Tram was een van de grote jazz bandleiders in die periode. Ook is hij bekend om zijn samenwerking met de jazzcornettist Bix Beiderbecke, die zijn carrière altijd enigszins heeft overschaduwd.
Trumbauer begon in verschillende dansorkesten in de Midwest. Daarna leidde hij zijn eigen band in St. Louis, waarin Bix meespeelde. Vervolgens kwam hij met Bix bij het befaamde orkest van Jean Goldkette terecht, waar hij ook musical director werd. Toen Goldkette in 1927 zijn topmusici niet langer kon betalen, stapte hij met enkele anderen, onder wie Bix Beiderbecke, na een kort intermezzo bij Adrian Rollini over naar het Paul Whiteman Orchestra, indertijd het best betaalde jazzorkest. In het midden van de jaren dertig speelde hij met Charlie- en Jack Teagarden en later met zijn eigen band in Californië. Gedurende de Tweede Wereldoorlog was Trumbauer piloot en musiceerde hij in het leger. Na de oorlog speelde hij in het NBC-orkest. Na 1947 speelde hij nog sporadisch en maakte hij verder carrière in de luchtvaart.
Zijn rol als een soort grootvader van de moderne jazz is voor de ontwikkeling van de jazz waarschijnlijk belangrijker geweest dan die van Bix. Zijn koele, delicate stijl heeft veel belangrijke saxofonisten beïnvloed, zoals Lester Young, Benny Carter en Art Pepper. Zijn speelstijl is ook terug te vinden in de Cool Jazz uit de jaren vijftig en zestig.